# Hurvat Itri
Hurvat Itri (hebraico: חורבת עתרי; grafias alternativas: Horvat 'Ethri, Ethri, Atari), hebraico para "ruína de Itri", nome árabe: Umm Suweid ("mãe dos espinheiros"), é um sítio arqueológico situado nas terras baixas da Judeia, atualmente Israel. As escavações no local revelaram os restos de uma aldeia judaica do período do Segundo Templo, agora parcialmente restaurada, na qual estão preservados uma antiga sinagoga, prensas de vinho, cisternas, banheiras e ossários de pedra, bem como um sistema de esconderijos subterrâneos. A aldeia foi violentamente destruída durante a Revolta de Barcoquebas.

## Local
O local está situado em uma elevação de 406 metros acima do nível do mar. Está localizado a sudeste de Bete-Semes, dentro do Parque Adullam-France - cerca de 35 quilômetros a sudoeste de Jerusalém, 5 quilômetros a sudeste do Vale de Elá e 8 quilômetros a nordeste de Eleuterópolis.

## Escavações
Uma escavação de resgate foi realizada em Hurvat Itri em 1999-2000, em nome da Autoridade de Antiguidades de Israel, após um longo período de saques no local. Seu objetivo era descobrir os vestígios antigos e tornar o local acessível aos turistas. Já em 2004, Amir Ganor e Sari Eliyahu realizaram escavações no local. Em 2016, Eitan Klein, Amir Ganor e G. Goldenberg realizaram uma pesquisa e escavação adicional no local em nome da Autoridade de Antiguidades de Israel.

## História

### Período persa (Fase I)
O local foi ocupado pela primeira vez durante o final do período persa; os artefatos do período incluem moedas de Yehud, uma moeda cunhada na Babilônia e duas falsificações de moedas atenienses.

### Períodos helenístico e asmoneano (Fase II)
Diversos vestígios do período helenístico foram descobertos no local, incluindo cômodos incorporados a edifícios posteriores, cisternas e pedreiras subterrâneas. Como a maioria das estruturas foi desmontada ou incorporada a estruturas posteriores, é difícil determinar a extensão do vilarejo durante esse período. O tamanho do local durante esse período era superior a 7000 m² (7 dunams), de acordo com a cunhagem e a localização das seções cortadas em rocha na propriedade. Algumas prutás do período asmoneano, bem como moedas dos governantes selêucidas Antíoco VII e Demétrio II cunhadas na casa da moeda de Tiro, são exemplos de artefatos da época.
A cultura material do local sugere que seus residentes durante todo o período helenístico eram judeus, e algumas das banheiras que foram encontradas no local são provavelmente desse período.

### Início do período romano (Fase III)

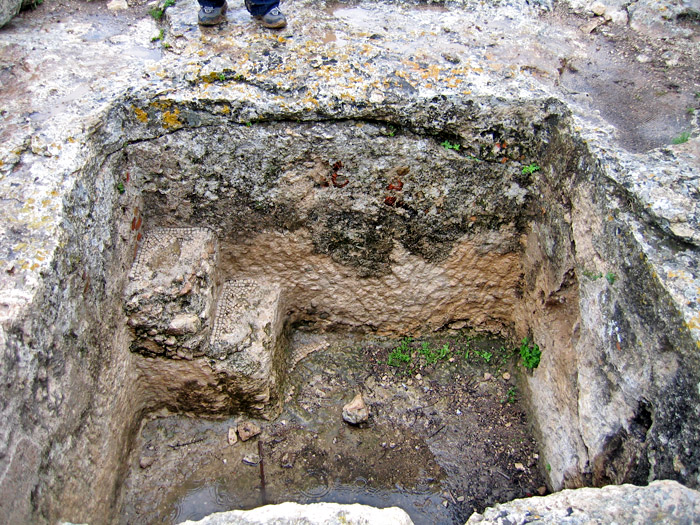
Cuba densa de uma prensa de vinho em Hurvat Itri

Durante o início do século I d.C., houve um desenvolvimento em grande escala no local. O vilarejo atingiu seu tamanho máximo às vésperas da Primeira Guerra Judaico-Romana, quando o local construído abrangia cerca de 10.000 m² (10 dunams).
Os achados arqueológicos no local revelam que seus habitantes tinham várias fontes de renda, a saber, um columbário para criação de pombas e produção de fertilizantes, e pesos de tear e fuso para fiação e tecelagem. No entanto, suas inúmeras prensas de vinho sugerem que os habitantes da cidade se dedicavam à viticultura.

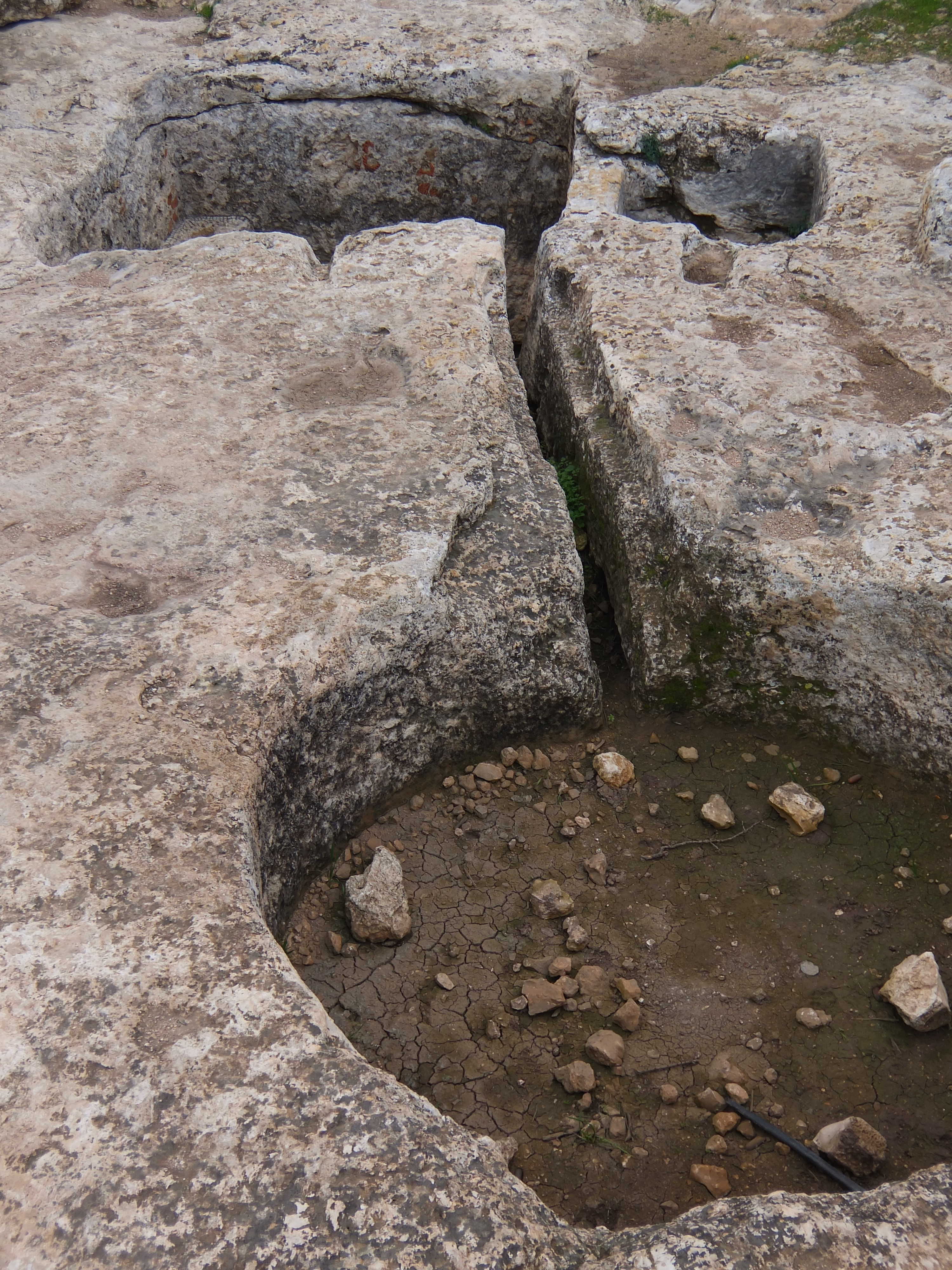
Uma prensa de vinho esculpida na rocha

#### Primeira Guerra Judaico-Romana

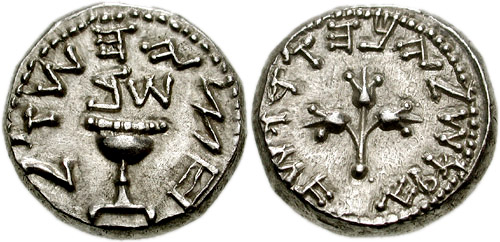
Moeda de meio siclo descoberta em Hurvat Itri

Durante a Primeira Guerra Judaico-Romana (66-73 d.C.), o vilarejo sofreu danos, teve algumas de suas estruturas demolidas e foi momentaneamente abandonado. De especial interesse foram as descobertas de pequenas moedas do 2º e 3º ano da revolta, particularmente uma moeda de prata de meio siclo do 3º ano da revolta, na qual estão gravadas as palavras "Meio siclo" na escrita paleo-hebraica (hebraico: חצי השקל), com um teor de prata de 6.87 gramas, descoberta em uma área do local conhecida como "complexo XIV", e uma moeda de bronze com uma tamareira e a inscrição "El'azar, o Sacerdote" em seu anverso, e um cacho de uvas com a inscrição "Ano Um da Liberdade de Israel" em seu reverso.
Com base em um caco de cerâmica encontrado no local com o nome "Ethri" e no tamanho da aldeia na véspera da revolta, foi sugerido que o local deveria ser identificado como Capethra, uma aldeia judaica mencionada por Josefo como destruída durante uma campanha realizada por unidades da Quinta Legião Macedônica na área em 69 d.C.

#### Entre as revoltas
Os judeus reassentaram a aldeia entre as duas revoltas; talvez alguns deles fossem os ocupantes originais que voltaram para suas casas. Eles reconstruíram algumas das estruturas e as modificaram para atender às suas necessidades. A aldeia reassentada, que tinha metade do tamanho da antiga, estava concentrada no lado leste do local. Uma estrutura pública, que pode ter servido como sinagoga, foi construída ao lado dos bairros residenciais.

#### Revolta de Barcoquebas
Antes da Revolta de Barcoquebas (132-136 d.C.), extensos complexos subterrâneos foram construídos sob as casas da aldeia. Durante a revolta, os habitantes locais os usaram como locais para se esconder e armazenar alimentos e suprimentos. Antes do início das escavações, um dos complexos já havia sido saqueado; o outro, no entanto, foi descoberto intocado e incluía alguns remanescentes da revolta, como velas típicas do período e três moedas de bronze que a administração de Simão Barcoquebas havia cunhado novamente.
O assentamento foi brutalmente destruído durante a Revolta de Barcoquebas, conforme evidenciado por uma camada de destruição, cujos restos foram descobertos no centro do local. Cerca de 15 pessoas que foram mortas nos combates foram enterradas em uma vala comum em uma das banheiras utilizadas para rituais. Os ossos foram combinados com cinzas, pedaços de madeira queimada, vidro dobrado, ferramentas e moedas de Trajano e Vespasiano. Um dos enterrados ali pode ter sido decapitado com uma espada, de acordo com as marcas de corte em suas vértebras cervicais.
O local se destaca entre outros sítios arqueológicos por causa de suas formidáveis muralhas defensivas, com pedras maciças, o que levou Boaz Zissu a acreditar que pode ter sido uma das cinquenta fortalezas na Judeia destruídas por Adriano durante a Revolta de Barcoquebas.

### Final do período romano (Fase IV)
Pouco depois de 200 d.C., uma nova população restaurou as estruturas do local. Essa população pode ter sido pagã ou composta por veteranos do exército romano que receberam terras próximas a Eleuterópolis, que acabara de ser refundada. Embora essa fase tenha durado 150 anos, não houve muitas mudanças arquitetônicas significativas. Uma sala subterrânea do século I tinha uma caverna para sepultamento, incluindo alguns relevos. O local foi abandonado na segunda parte do século IV, e somente pastores e nômades continuaram a frequentá-lo depois disso.
De acordo com o estudioso finlandês Aapeli Saarisalo, que visitou o local no início do século XX, o vilarejo foi colonizado no final do período bizantino e no início do período árabe.

## Nome
Anteriormente conhecido em árabe como Umm Suweid ("mãe dos espinheiros"), o nome hebraico moderno do local só foi aplicado em março de 2001 pela Comissão de Nomes Oficiais de Israel, depois que uma equipe de arqueólogos da Autoridade de Antiguidades de Israel descobriu um óstraco com o nome "Ethri", que se acredita ser uma referência à cidade descrita por Josefo e que ele chama de Caphethra - provavelmente uma corruptela grega do nome hebraico Kfar Ethra, que significa "Vila de Ethra".

## Galeria

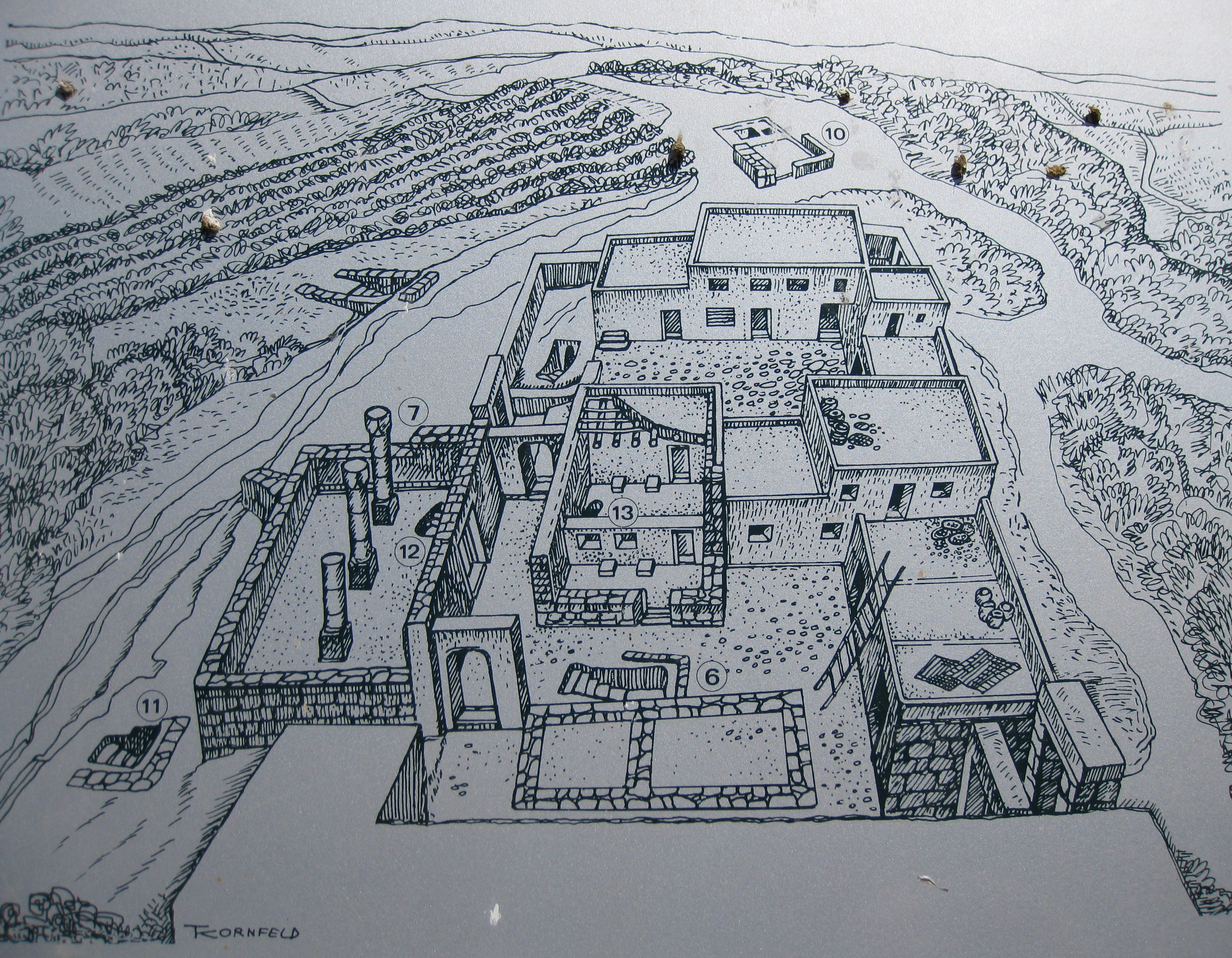
Recriação de como algumas das estruturas podem ter sido.
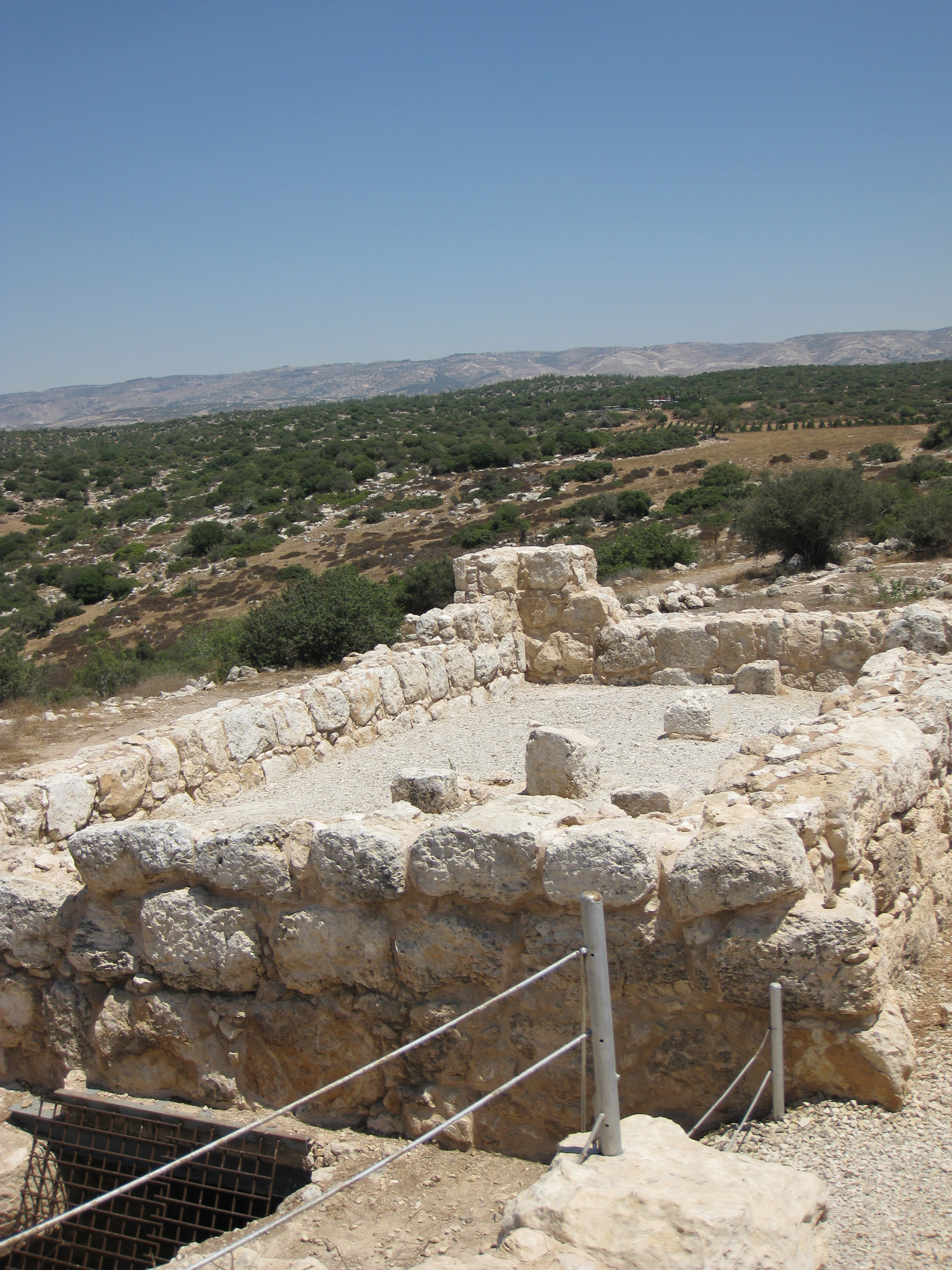
Vestígios arqueológicos.
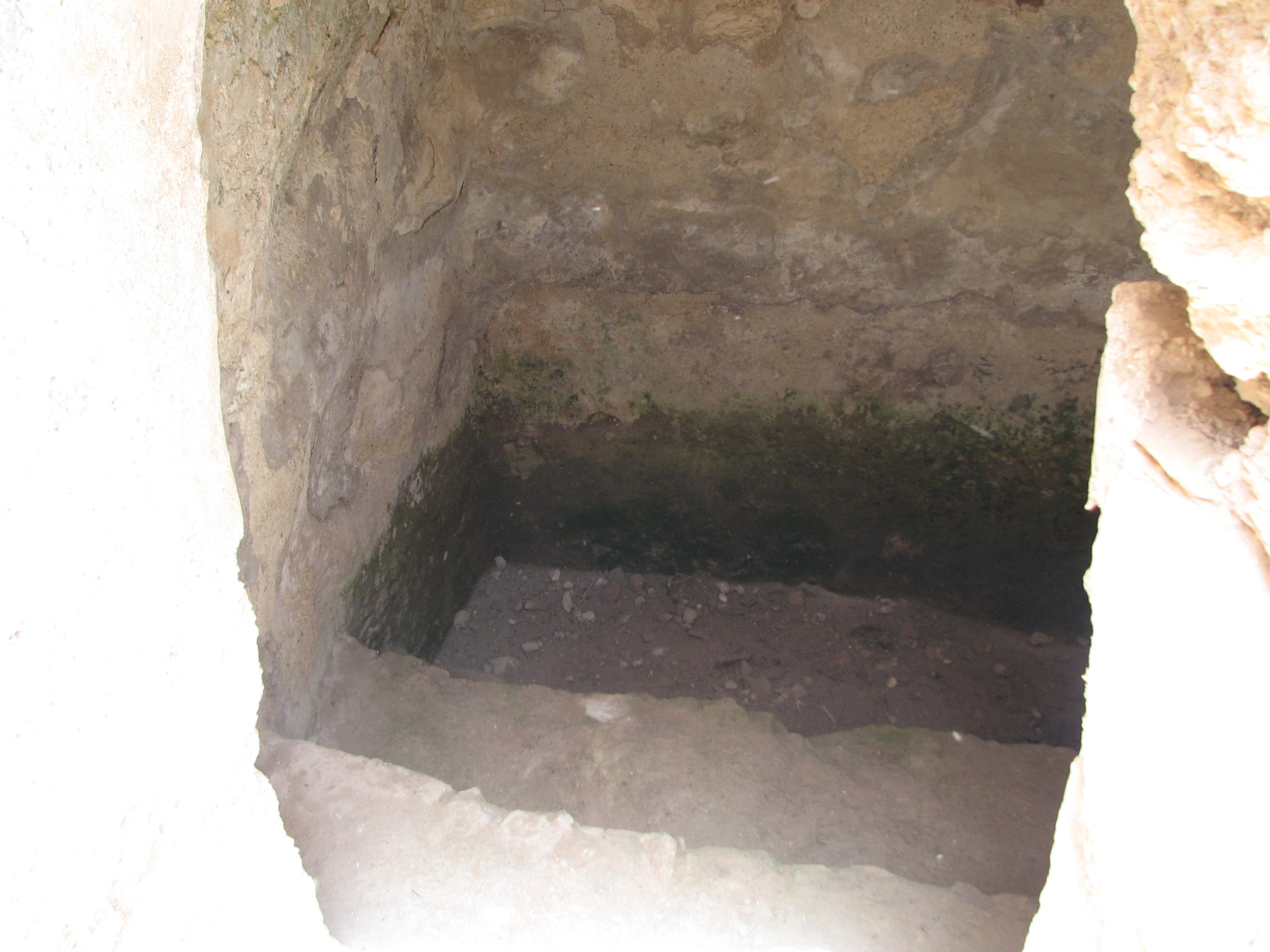
Antiga banheira judaica descoberta no local.
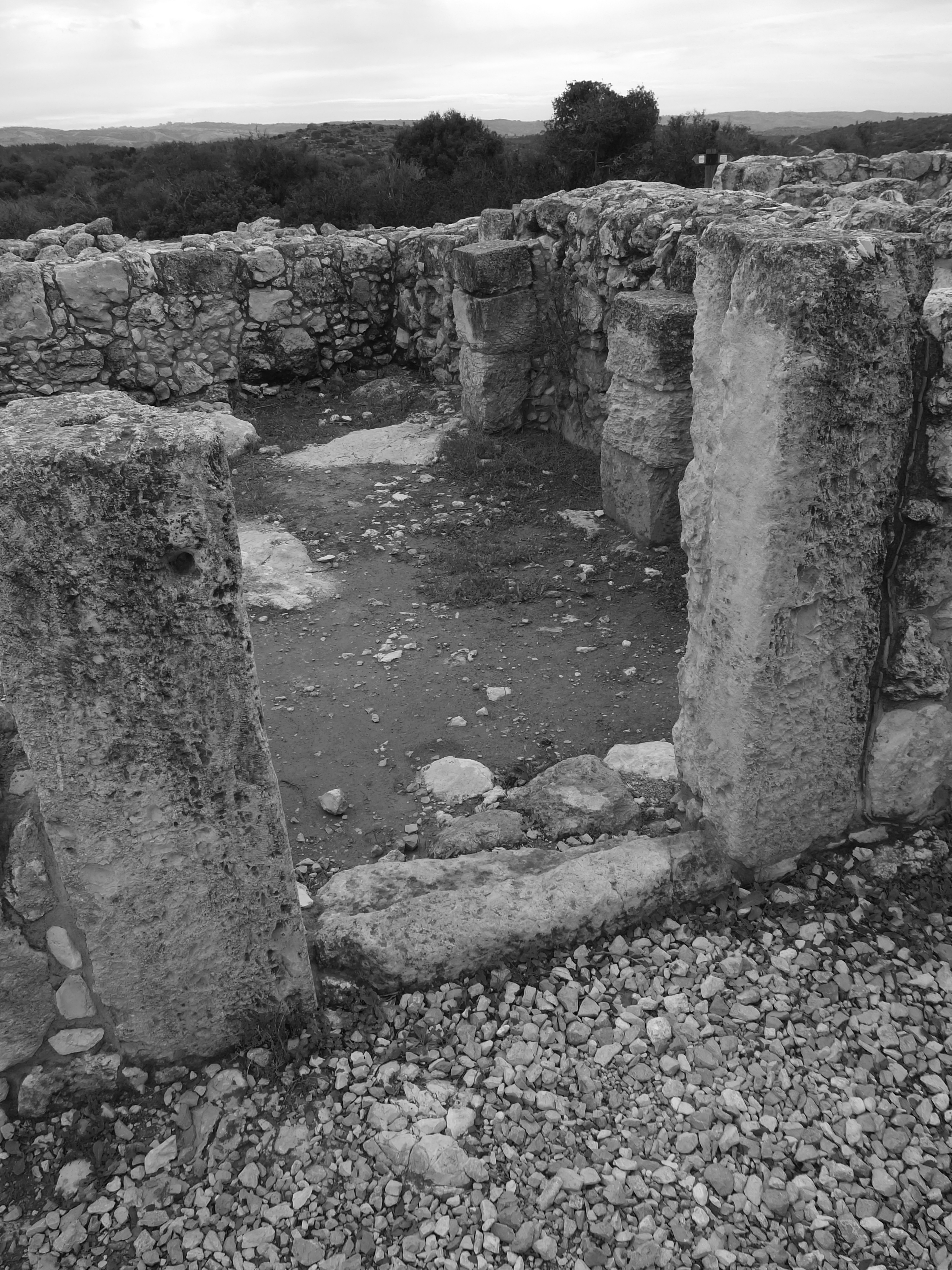
Ruínas de Hurvat Itri.
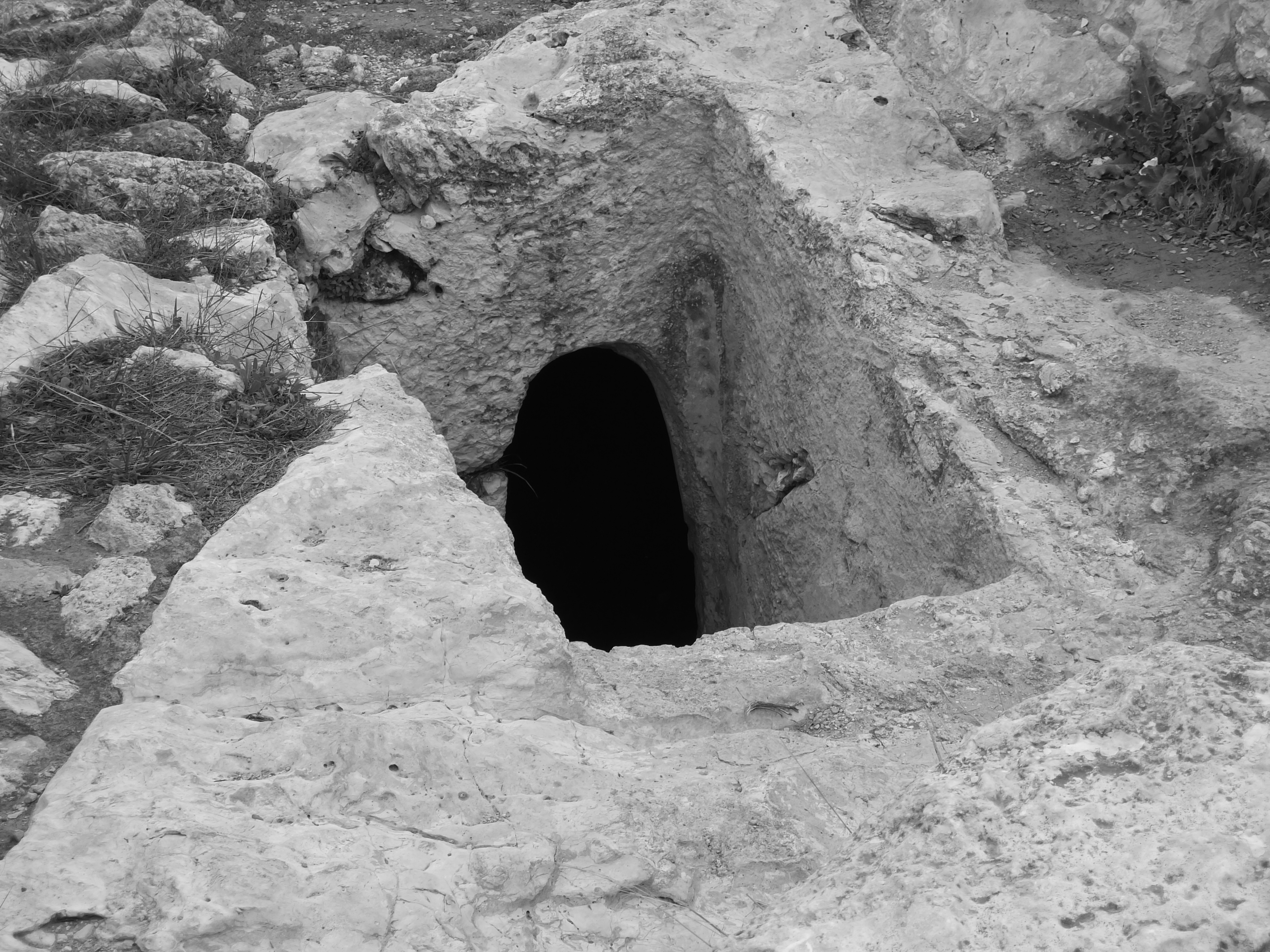
Entrada de uma caverna.
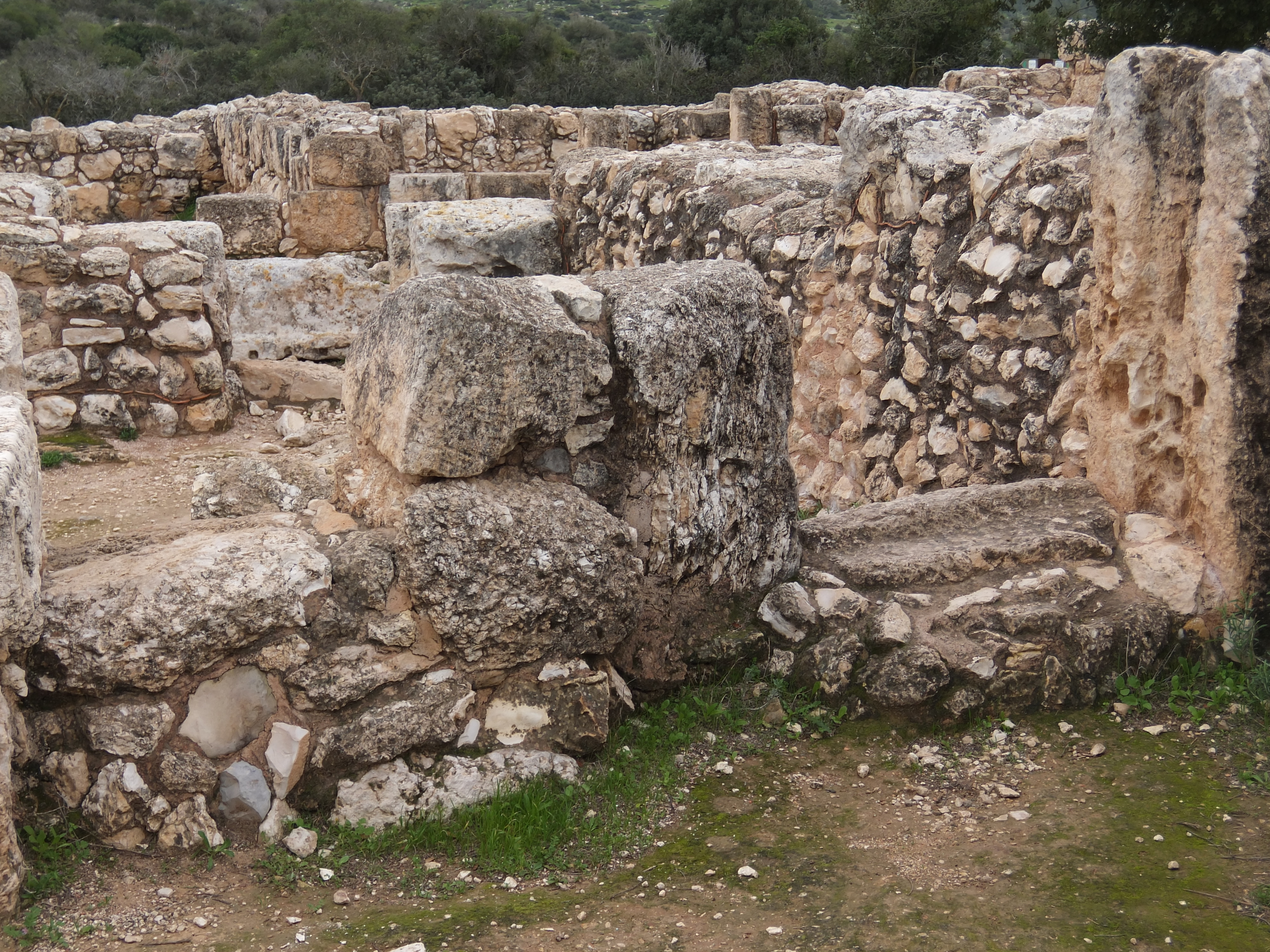
Entrada de uma casa em ruínas.
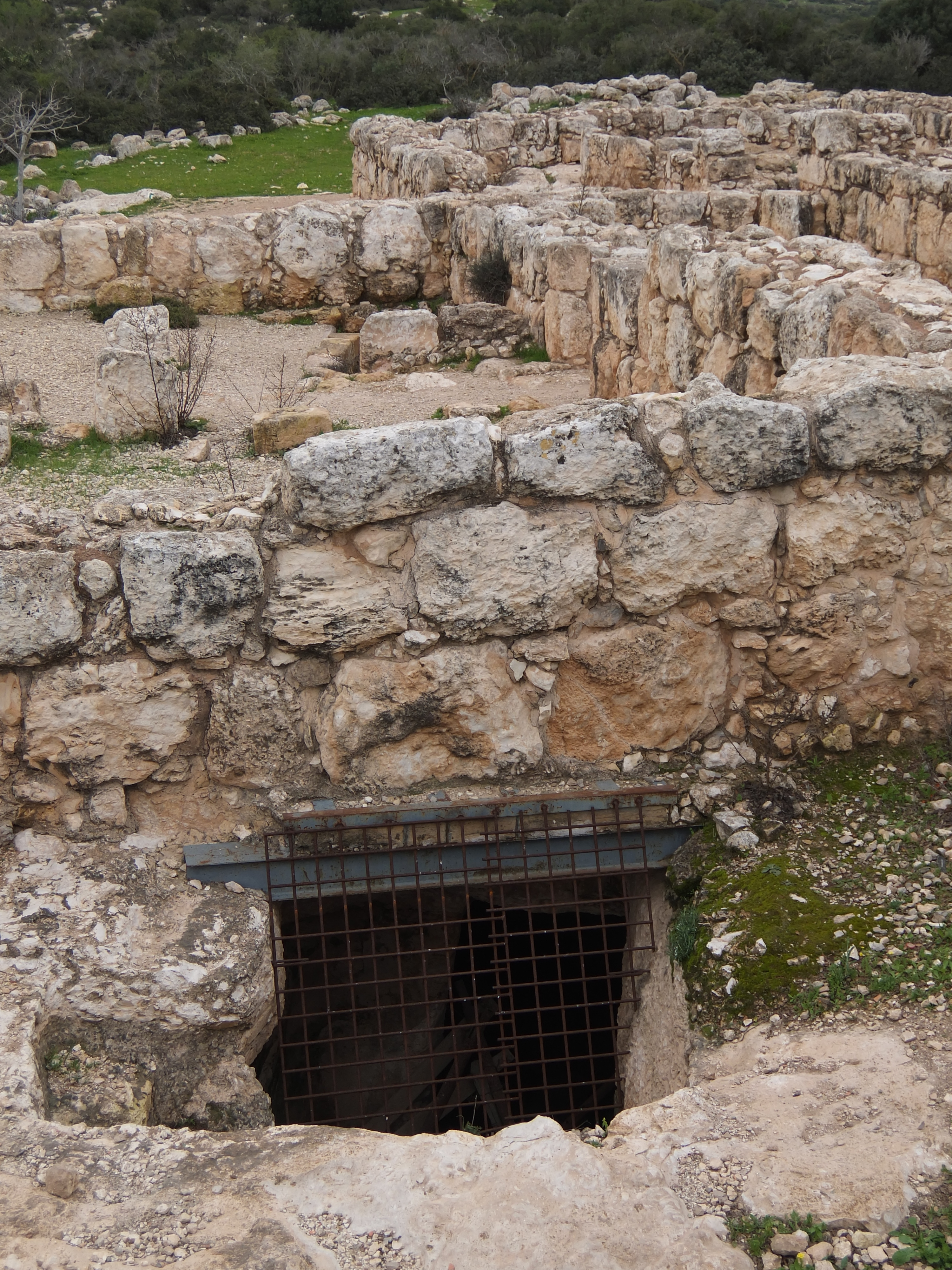
Entrada fechada em Hurvat Itri.
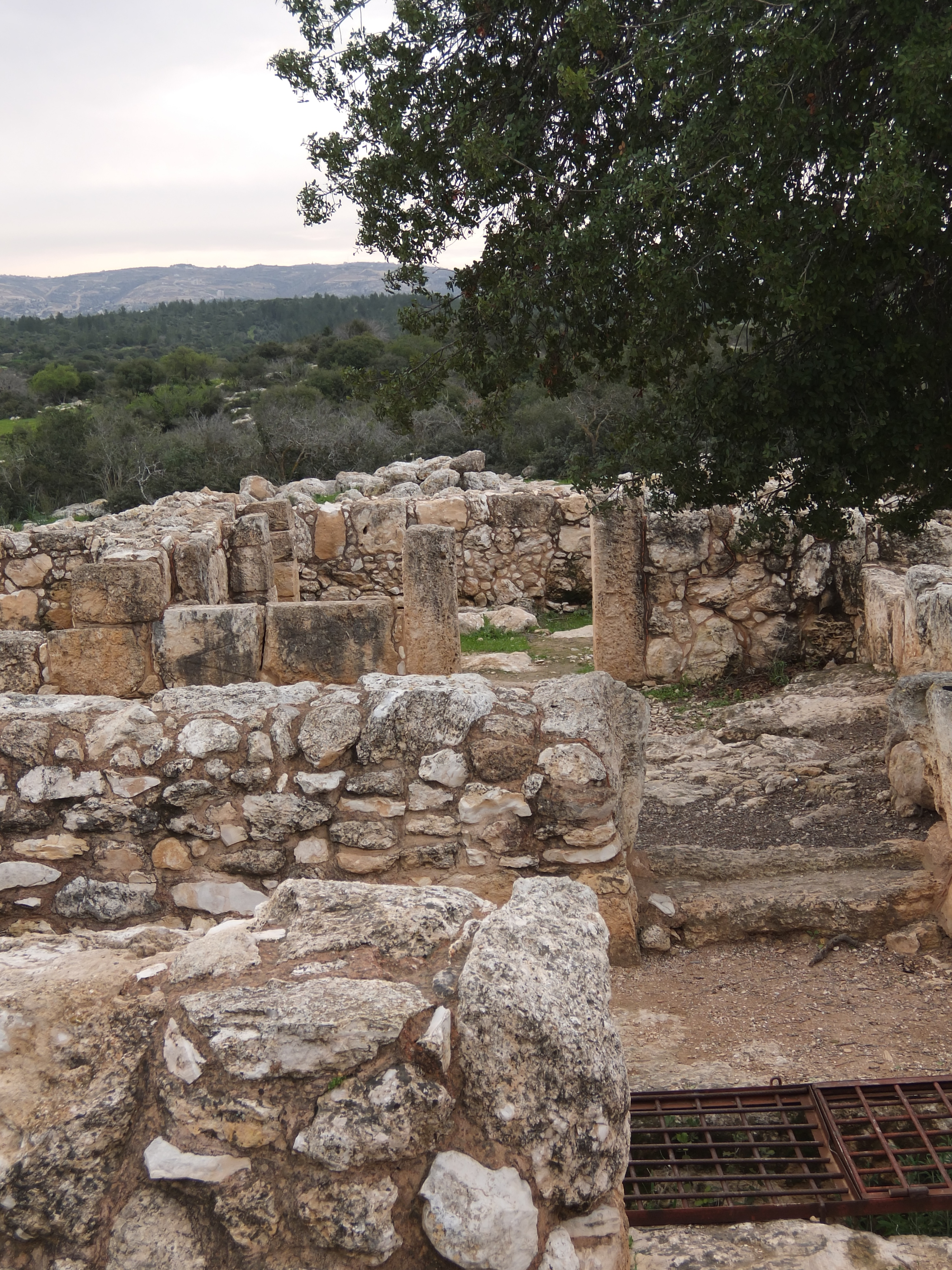
Ruínas de Hurvat Itri.
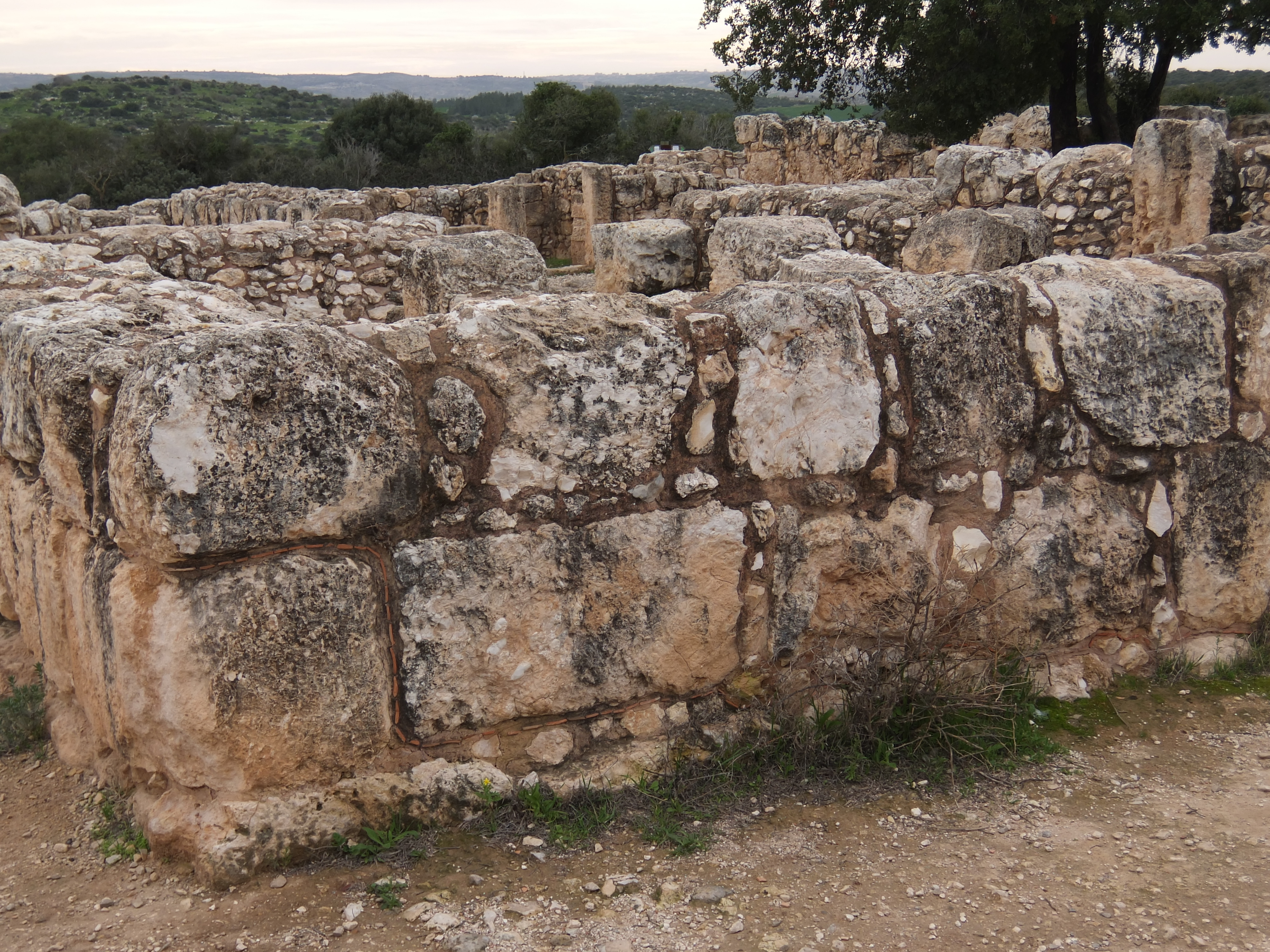
Parede de pedra.
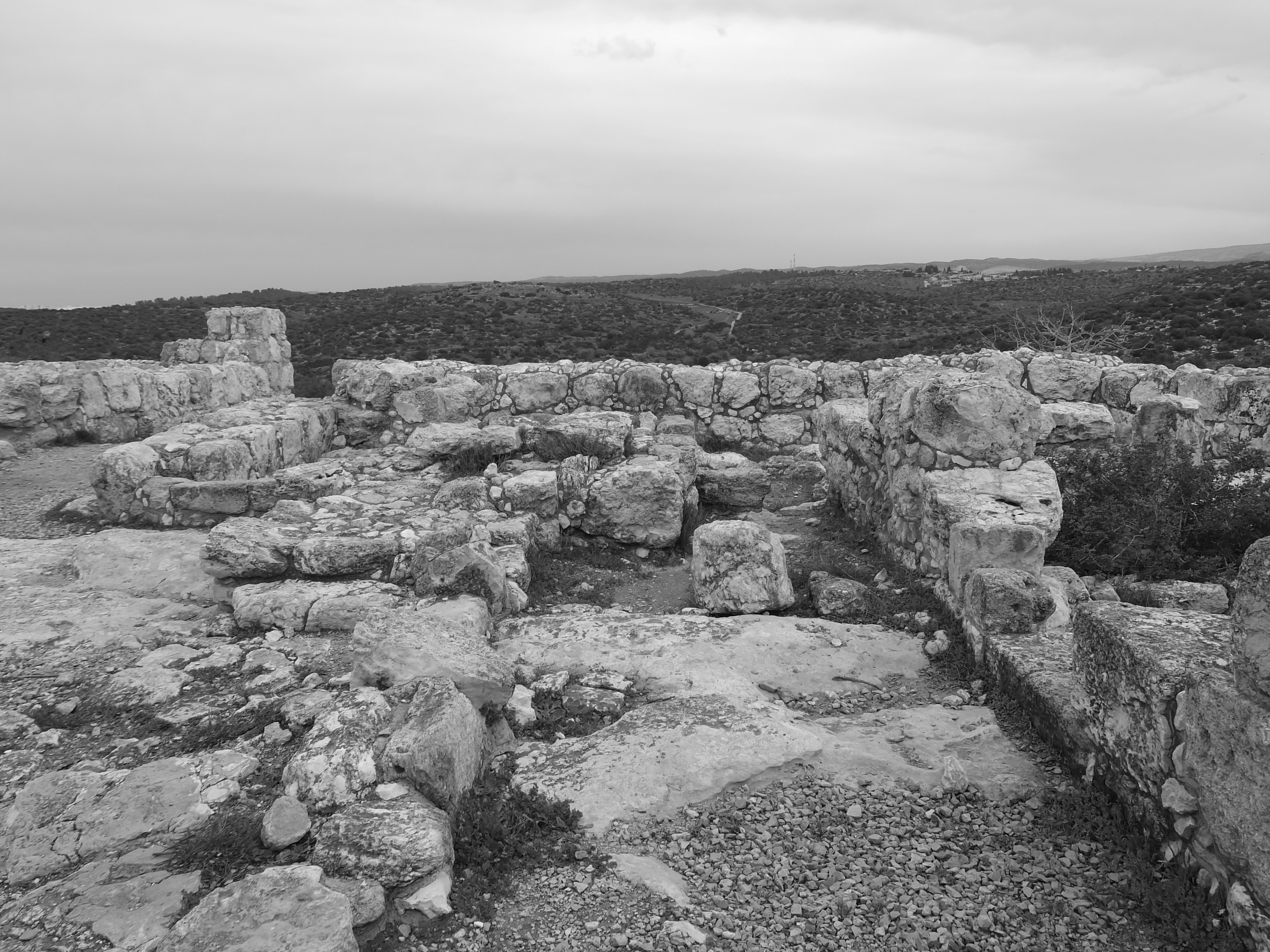
Fotografia em preto e branco de ruínas em Hurvat Itri, nas montanhas da Judéia.
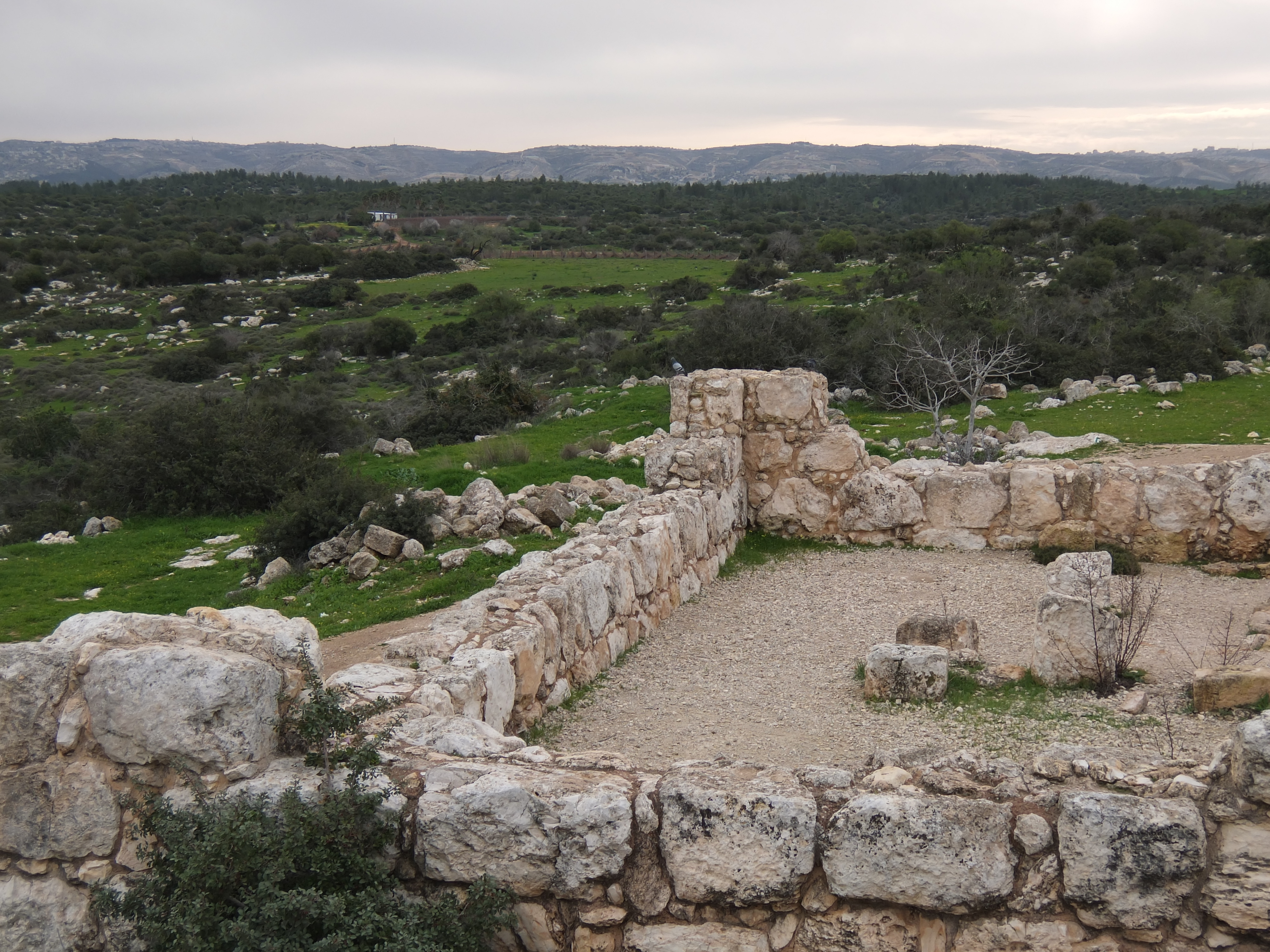
Vista das ruínas em Hurvat Itri.